# Prodromus Astronomiae

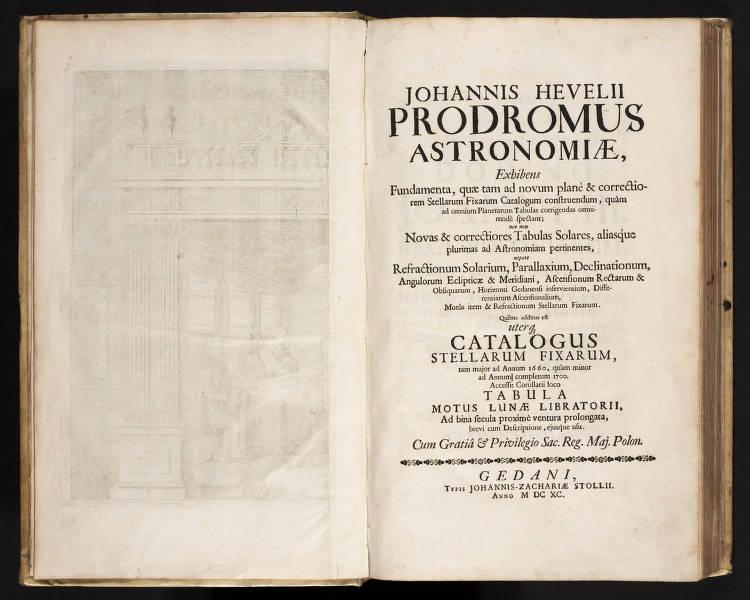
Титульна сторінка Prodromus Astronomiae

Prodromus Astronomiae — зоряний каталог, створений Яном Гевелієм в XVII столітті і опублікований посмертно його дружиною та помічницею Ельжбетою Гевелій у 1690 році. Каталог містить позиції 1564 зір, перерахованих за сузір'ями. Він складається з трьох частин: передмови (під назвою Prodromus), зоряного каталогу (під назвою Catalogus Stellarum) та атласу сузір'їв (під назвою Firmamentum Sobiescianum, sive Uranographia).

## Prodromus(вступ)
Prodromus описує методологію та технологію, використану для створення зоряного каталогу. Тут наведено приклади використання Гевелієм секстанта та квадранта в поєднанні з відомими положеннями Сонця для обчислення довготи та широти кожної зорі.

## Catalogus Stellarum(зоряний каталог)
Рукописний варіант Catalogus Stellarum складається зі 183 аркушів, 145 з яких містять розташування зір і впорядковані за алфавітом відповідно до сузір'їв. Кожна зоря містить певну інформацію, записану в стовпці: власний номер та зоряну величину, знайдену астрономом Тихо Браге, власну оцінку Гевелія для зоряної величини, виміряні Гевелієм за допомогою квадранта довготу та широту зорі в екліптичних координатах, а також розраховані ним за допомогою сферичної тригонометрії екваторіальні координати. Друкована версія була подібна до рукописного варіанту, за винятком того, що два стовпці, що описують екліптичні координати зорі, були об'єднані, і було подано лише єдине найкраще значення для широти та довготи зорі. Крім того, друкована версія містила понад 600 нових зір і 12 нових сузір'їв, які не були задокументовані в письмовому проекті, в результаті чого загальна кількість зір досягла 1564. Хоча для спостережень у каталозі використовувалося лише неозброєне око астронома, вимірювання були настільки точними, що їх використовували для виготовлення небесних глобусів ще на початку XVIII століття.

## Firmamentum Sobiescianum(атлас сузір'їв)
Firmamentum Sobiescianum, хоча технічно є частиною Prodromus Astronomiae, ймовірно, був опублікований окремо та в меншому тиражі. Маючи власну титульну сторінку та систему нумерації сторінок, атлас складався з двох півкуль і 54 подвійних сторінок із зображенням 73 сузір'їв. І північна, і південна півкулі були центровані на полюс екліптики, і більшість положень зір ґрунтувалося на власних спостереженнях Гевелія. Решта, південні полярні зорі, ґрунтувалися на каталозі та карті, опублікованій у 1679 році Едмондом Галлеєм.